# St. Leonhard (Graz)
St. Leonhard è il secondo distretto della città di Graz; si trova nella parte est della città lungo Leonhardbach e si allunga verso il cimitero cittadino di St. Peter. Confina con i distretti di Geidorf a nord, Ries e Waltendorf ad est, Jakomini a sud ed Innere Stadt ad ovest.
Nel distretto si trovano le chiese cattoliche di St. Leonhard (la cui esistenza è documentata fin dal 1361) e del Sacro Cuore di Gesù Herz Jesu (completata nel 1887), oltre alla chiesa protestante Heilandskirche.

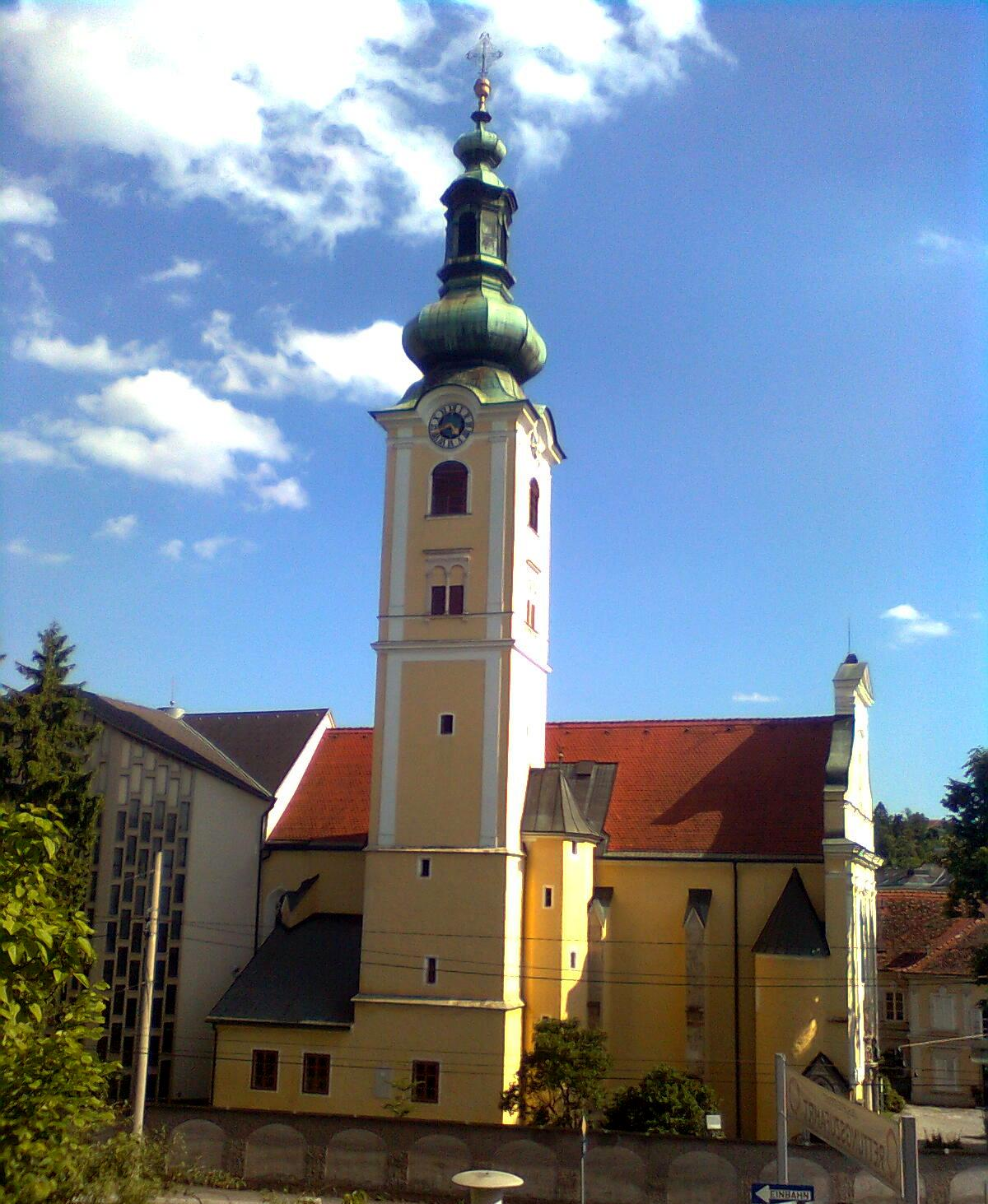
Chiesa di St. Leonhard